# Lago Calafquén
O Lago Calafquén é um lago chileno localizado 30 km a sul de Villarrica, província de Cautín, região de Araucanía e 17 km a nordeste de Panguipulli, província de Valdivia, Região de Los Rios, no sul do Chile.
As margens ocidentais são rochosas, argilosas, cobertas de vegetação e com formação de praias de areia. No litoral leste e nordeste a costa é baixa, de fácil acesso, rochosa e de areia vulcânica. A água é azul-verde, transparente, com temperatura de 9,6 °C no Inverno e 22 °C no Verão. Tem sete pequenas ilhas entre as quais Trailafquén, Balboa, Los Monos y Las Cuevas. As cidades de Lican Ray, Coñaripe e Calafquén situam-se na sua margem.
O lago Calafquén e as suas aldeias são uma importante zona turística de Lagos, no sul do Chile, estes têm uma vasta gama de casas de campo e serviços turísticos, sendo que as condições do lago permitem a prática de natação, vela e pesca.
Faz parte de um circuito conhecido como os Sete Lagos conjuntamente com:
- Lago Riñihue
- Lago Panguipulli
- Lago Pirihueico
- Lago Pullinque
- Lago Neltume
- Lago Pellaifa